# Fulton (Kansas)
Fulton és una població dels Estats Units a l'estat de Kansas. Segons el cens del 2000 tenia 184 habitants.

## Demografia
Segons el cens del 2000, Fulton tenia 184 habitants, 71 habitatges, i 47 famílies. La densitat de població era de 373,9 habitants/km².
Dels 71 habitatges en un 32,4% hi vivien nens de menys de 18 anys, en un 52,1% hi vivien parelles casades, en un 8,5% dones solteres, i en un 32,4% no eren unitats familiars. En el 28,2% dels habitatges hi vivien persones soles el 14,1% de les quals corresponia a persones de 65 anys o més que vivien soles. El nombre mitjà de persones vivint en cada habitatge era de 2,59 i el nombre mitjà de persones que vivien en cada família era de 3,08.
Per edats la població es repartia de la següent manera: un 28,8% tenia menys de 18 anys, un 8,2% entre 18 i 24, un 27,7% entre 25 i 44, un 22,8% de 45 a 60 i un 12,5% 65 anys o més.
L'edat mediana era de 38 anys. Per cada 100 dones de 18 o més anys hi havia 92,6 homes.
La renda mediana per habitatge era de 26.094 $ i la renda mediana per família de 41.071 $. Els homes tenien una renda mediana de 29.375 $ mentre que les dones 25.000 $. La renda per capita de la població era de 15.070 $. Entorn del 14,6% de les famílies i l'11,8% de la població estaven per davall del llindar de pobresa.

## Poblacions més properes
El següent diagrama mostra les poblacions més properes.